# Wohnsiedlung Brauerquartier

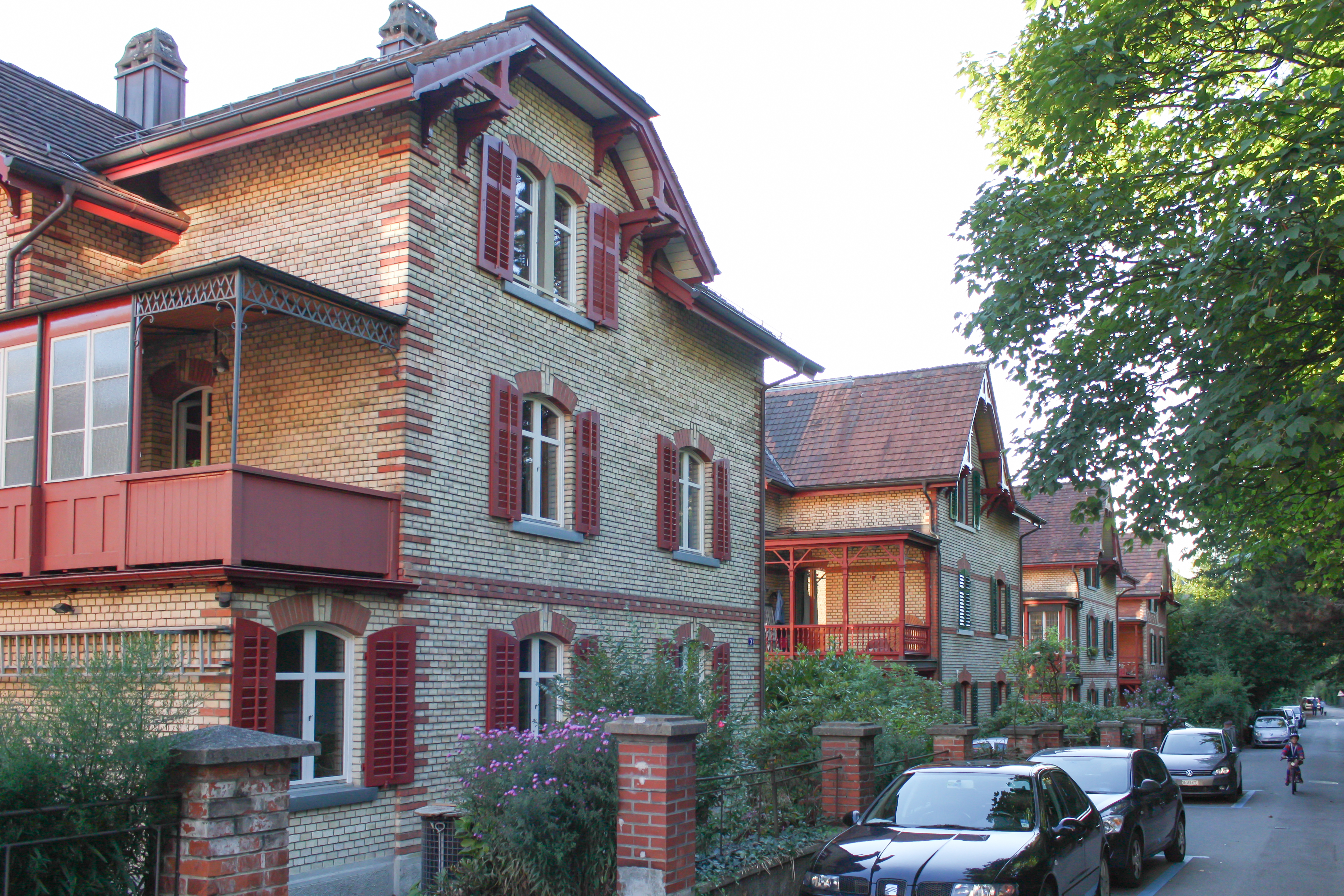
Ansicht der Malzstrasse (2013)

Die Wohnsiedlung «Brauerquartier» in Winterthur im Schweizer Kanton Zürich ist eine Reihensiedlung, die durch verschiedene Architekten im Stil des Späthistorismus geplant wurde. Die von 1896 bis 1901 errichtete Anlage ist im Kulturgüterschutz-Inventar der Schweiz als «Kulturgut von regionaler Bedeutung» (B-Objekt, KGS-Nr. 7780) klassifiziert und ist Teil des «Ortsbilds von nationaler Bedeutung» im Inventar der schützenswerten Ortsbilder der Schweiz (ISOS).

## Lage und Umfang
Die Siedlung gehört zum «Äusseren Lind», dem nördlichen Teil des Quartiers Lind, das an die Winterthurer Altstadt grenzt. Der unter Schutz gestellte Teil des Quartiers umfasst die Gebäude Brauerstrasse 30–38, Hopfenstrasse 1–5, Malzstrasse 1–9 und Rychenbergstrasse 38–56. An der Südseite der Brauerstrasse liegt der umfangreiche Komplex des Kantonsspitals. Im Osten grenzt das «Brauerquartier» an die namensgebende, ehemalige «Brauerei Haldenberg», die mit Neubauten und geschützten Altbauten (Objekte kantonaler Bedeutung ohne  Kulturgüterschutz «B») noch im 21. Jahrhundert das Äussere Lind prägt. Im Westen des Areals schliessen sich jüngere, teils qualitätvolle Mehrfamilienhäuser der späteren Jahrzehnte an. Das Terrain steigt zum Lindberg an. Die Nordseite der höherliegenden Rychenbergstrasse nehmen modernere Wohnbauten ein.

## Geschichte
Der Bauunternehmer und «Spekulant» Heinrich Blatter (1837–1912) erwarb 1894 eine Wiese westlich der Brauerei. An der Rychenbergstrasse wurden von 1895 bis 1897 fünf villenähnliche Doppeleinfamilienhäuser errichtet. Die beiden Eckhäuser mit Türmchen und einer vielfältigeren Gestaltung entwarfen die Architekten Jung & Bridler. Die mittleren, einfacher ausgestatteten Häuser zeichnete Hermann Siegrist (1868–1937). Lieferant der Backsteine war Blatter, der in Dinhard eine Ziegelei besass. Da der Verkauf der «herrschaftlichen» und teuren Häuser «harzig» verlief, wurden die Entwürfe für die nächsten Bauabschnitte kleiner dimensioniert.
Von 1898 bis 1899 folgte die Erstellung von fünf Häusern an der Brauerstrasse. Architekt und Baumeister war Gottlieb Meili. Sie enthielten auf drei Stockwerken jeweils eine Wohnung. Die Baufirma Gebrüder Lerch erbaute im Anschluss bis 1901 die sechs Dreifamilien- und ein  Doppeldreifamilienhaus an Hopfen- und Malzstrasse. Entwerfer waren Johann Lerch-Kunz und Julius Lerch-Weber. Die Siedlung wurde 1915 auch als «Quartier an der Tachlisbrunnenstrasse» bezeichnet. Das Quartier wurde von Angestellten und Facharbeitern bewohnt.
Der Kanton Zürich plante 1985/1987 eine Neuüberbauung des Brauerquartiers durch das Kantonsspital, dem mindestens sechs der zwölf Häuser an Hopfen- und Malzstrasse zum Opfer gefallen wären. Der Winterthurer Stadtrat vereitelte mit einer Unterschutzstellung diese Pläne.

## Beschreibung
Die Doppelhäuser an der Rychenbergstrasse wurden im englischen Landhausstil gestaltet und sind Beispiele der historischen Backsteinarchitektur am Ende des 19. Jahrhunderts. Ornamentierte Sichtbackstein-Fassaden, Dacherker und Holzveranden charakterisieren die einfacheren Dreifamilienhäuser. Die Veranden sind unterschiedlich ausgerichtet. Innen- und Aussenaustattung mit Vordächern und Gartentoren in Schmiedeeisen sind teilweise noch heute erhalten.
Vor- und Hinterhofgärten waren ursprünglich einheitlich gestaltet. Der Garten Malzstrasse 9 hatte 2016 noch Weg- und Beeteinfassungen aus Kunststein und Gusszement.

## Belege und Fussnoten
1. ↑  Jeweils gerade bzw. ungerade Nummern.
2. ↑  Hermann Siegrist-Allweyer, bzw. Hermann Siegrist der Ältere.

Koordinaten: 47° 30′ 30,2″ N, 8° 43′ 40,5″ O; CH1903: 697126 / 262758